# Jumping the Creek
Jumping the Creek is het elfde muziekalbum dat Charles Lloyd uitbrengt onder het progressieve jazzlabel ECM Records. Het album is opgenomen in de Cello Studio te Los Angeles in januari 2004. Het album is experimenteler en meer gericht op freejazz dan zijn voorgangers.

## Musici
- Charles Lloyd – tenorsaxofoon, altsaxofoon, taragato
- Geri Allen – piano
- Robert Hurst – contrabas
- Eric Harland – slagwerk

## Composities
Allen van Lloyd, behalve waar aangegeven
1. Ne me quitte pas (If you go away) (13:28) (Jacques Brel)
2. ken katta ma om (Bright sun upon you) (5:44)
3. Angel oak revisited (3:33)
4. Canon Perdido (3:01)
5. Jumping the Creek (5:56)
6. The sufi’s tears (3:05)
7. Georgia Bright Suite (13:32)
  1. Pythagoras at Jackyll Island
  2. Sweet Georgia Bright
8. Come Sunday (5:51)(Duke Ellington)
9. Both veils must go (2:590
10. Song of the Inuit (11:26)